# 拉敏·索朗伦珠
拉敏·索朗伦珠（藏語：ལྷ་སྨོན་བསོད་ནམས་ལྷུན་གྲུབ，威利转写：lha smon bsod nams lhun grub，1934年12月—2013年3月12日），藏族，西藏拉孜人。中华人民共和国官员。

## 生平
拉敏·索朗伦珠早年任班禪堪布會議廳囊朗、班禪內庫秘書。1959年之後，歷任日喀則地區政協副秘書長，西藏自治區籌備委員會常委、西藏自治區人民委員會副秘書長，西藏自治區第三至五屆政協副主席。
拉敏·索朗伦珠是第三屆全國人大代表、第五屆全國政協委員、第八屆全國政協常务委員。
2013年3月12日，因病于拉萨逝世。

## 家庭
- 兄：拉敏·益西楚臣